# ...The Heavens and the Earth: A Political History of the Space Age
…The Heavens and the Earth: A Political History of the Space Age (…Les Cieux et la Terre : une histoire politique de l'ère spatiale) est un essai publié en 1985 par l'historien américain Walter A. McDougall, aux éditions Basic Books. Le livre relate la course à l'espace, en comparant les différentes approches des États-Unis et de l'URSS. 
L'ouvrage est finaliste de l'American Book Awards en 1985 et remporte le prix Pulitzer d'histoire en 1986.

## Présentation
L'ouvrage met en évidence le rôle des réalisations spatiales de l'Union Soviétique dans la mise en place par les États-Unis de leurs propres projets spatiaux, afin de prouver la supériorité du système politique et économique américain. Les États-Unis ont pour cela adopté les méthodes technocratiques soviétiques. 
McDougall définit la technocratie comme le financement étatique et de la gestion du changement technologique pour ses propres fins. Le président Eisenhower exprime un point de vue sceptique à l'égard d'une centralisation étatique de la technologie américaine, et se montre réservé quant à la perspective d'engager le pays dans un projet d'atteindre la lune. Dans son discours d'adieu à la présidence, il souligne que la centralisation technologique a créé un complexe militaro-industriel qui lui semble dangereux. Cependant, alors qu'il quitte ses fonctions, le budget de l'office fédéral de recherche et de développement a augmenté de 131 % au cours des cinq dernières années. Progressivement, la centralisation étatique du progrès technologique cesse d'être identifiée comme une violation des libertés locales, mais est perçue comme relevant de la responsabilité du gouvernement fédéral. McDougall dans son livre manifeste son sentiment que cette évolution va à l'encontre des valeurs américaines traditionnelles d'un gouvernement limité.
Différents chercheurs ont exprimé leur désaccord avec ce point de vue. Cependant le débat scientifique généré par ses thèses donne à Walter A. McDougall une place dans le domaine de l'histoire de l'espace. L'historien Roger Launius quant à lui considère que cet ouvrage est une contribution reconnue dans le champ de l'histoire politique spatiale et qu'il marque un moment clé de l'historiographie des vols habités, lors de sa publication en 1985.

## Éditions
- …The Heavens and the Earth: A Political History of the Space Age, New York, Basic Books, 1985  (ISBN 978-1597401654)